# De Chocolat
De Chocolat, nome artístico de João Cândido Ferreira (Salvador, 18 de maio de 1887 – Rio de Janeiro, 27 de dezembro de 1956) foi um cantor, compositor, teatrólogo e poeta brasileiro.